# Кочнеговская
Кочнеговская — деревня в Вилегодском районе, Архангельской области. Входит в состав Никольского сельского поселения. 
Расположена за рекой Виледь, в 1,2 км от села Никольск.

## Население
| 2002 | 2010 | 2012 |
| ---- | ---- | ---- |
| 8    | ↗11  | ↘5   |

Численность населения деревни, по данным Всероссийской переписи населения 2010 года, составляла 11 человек.